# Laura Gemser
Laurette Gemser, dite Laura Gemser (ou ponctuellement Moira Chen), née le 5 octobre 1950 à Surabaya (Java, Indonésie), est une actrice et costumière néerlando-indonésienne naturalisée italienne[source secondaire nécessaire].
Elle a fait l'essentiel de sa carrière dans le cinéma italien.
Elle est généralement considérée comme l'une des icônes érotiques des années 1970, notamment avec la série de films Black Emanuelle (Emanuelle nera).

## Biographie

### Emanuelle nera (série de films)

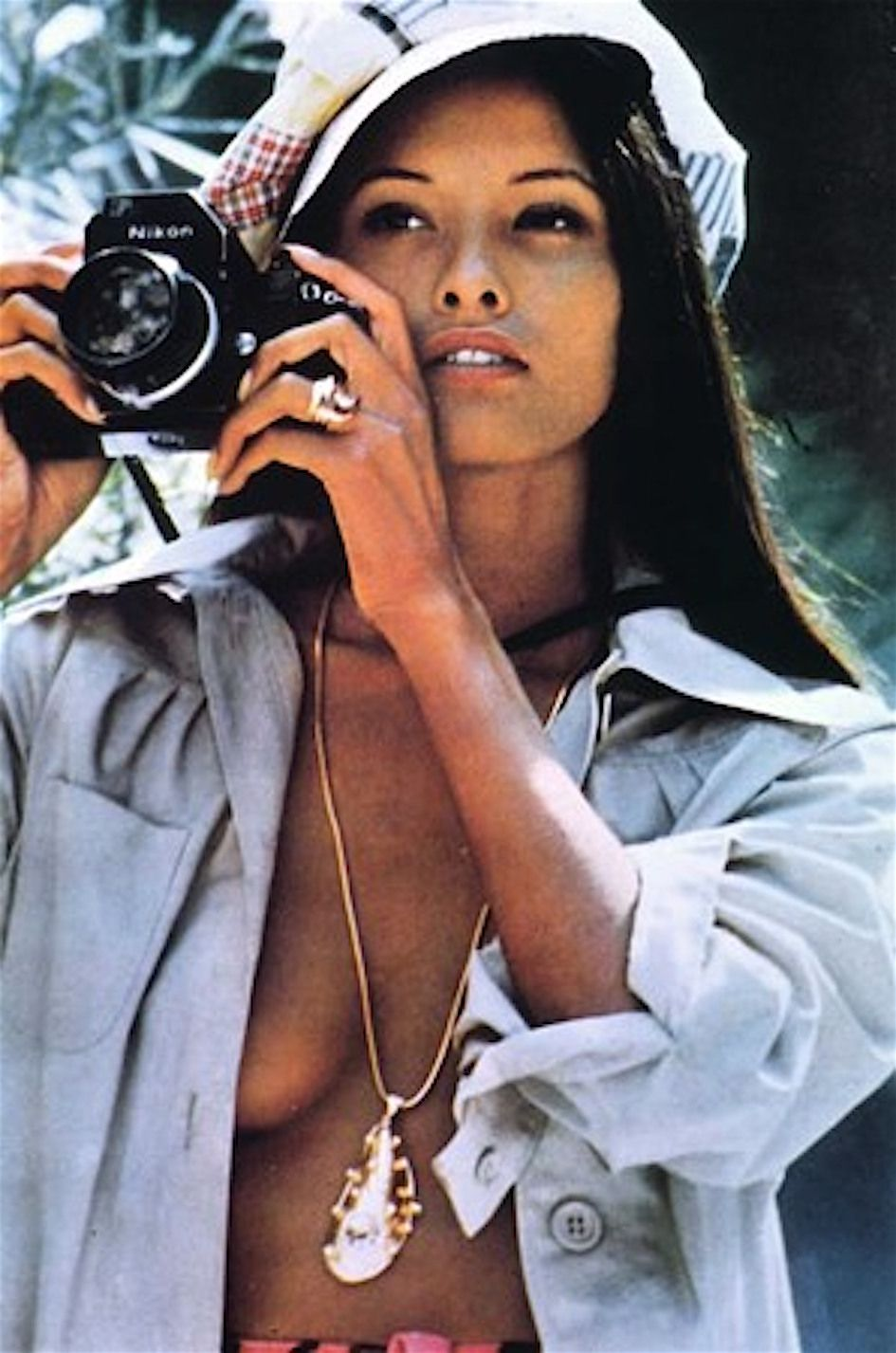
Laura Gemser dans Black Emanuelle en Afrique en 1975.

Après avoir posé pour divers magazines aux Pays-Bas, elle participe à quelques films érotiques comme Emmanuelle l'antivierge (Emmanuelle 2) de Francis Giacobetti avec Sylvia Kristel. C'est une autre Emanuelle (avec un seul « m », copyright oblige) qui lui apporte une reconnaissance internationale : Emanuelle nera qu'elle incarne dans une dizaine de films. Bien qu'elle apparaisse dans de nombreux films comportant des scènes pornographiques, ses rapports sont toujours simulés : les scènes les plus connues des Emanuelle nera étant interprétées par des doublures.

### Gabriele Tinti
En plus de la gloire, la série des Emanuelle nera donne à l'actrice l'occasion de faire deux rencontres déterminantes. Une rencontre amoureuse d'abord pendant le tournage de Emanuelle nera en la personne de Gabriele Tinti, de dix-huit ans son aîné, qu'elle épouse en 1976. Le couple se retrouvera souvent à l'écran et restera uni jusqu’à ce qu'un infarctus emporte l'acteur le 12 novembre 1991.

### Joe D'Amato
Laura Gemser aura ensuite une rencontre professionnelle avec Joe D'Amato avec qui l'actrice collaborera près de trente fois. Des titres comme Viol sous les tropiques (1977) ou La Nuit fantastique des morts-vivants (1980) sont aujourd'hui considérés comme des films érotiques/d'horreur italiens cultes. Elle participe à la période dite « érotico-exotique » du réalisateur, donnant la réplique à Dirce Funari et George Eastman, laissant le soin à Annj Goren, Lucía Ramírez et Mark Shannon de tourner les séquences hardcore.
Elle tourne ensuite dans Ator l'invincibile, inspiré par le succès de Conan le barbare. Le réalisateur, revenu à l'érotisme soft l'emploie encore dans trois films à succès avec Lilli Carati en vedette : L'Alcôve, Il piacere et La Fille aux bas nylon. Elle fera encore beaucoup de petites apparitions non créditées, travaillant en parallèle comme costumière.

## Filmographie

### Actrice

#### Cinéma
- 1974 : Amour libre (Amore libero) de Pier Ludovico Pavoni : Janine
- 1975 : Emmanuelle l'antivierge (Emmanuelle 2) de Francis Giacobetti : une des masseuses
- 1975 : Black Emanuelle en Afrique (Emanuelle nera) de Bitto Albertini : Mae Jordan / Emanuelle
- 1976 : Voto di castità de Joe D'Amato : la femme de ménage
- 1976 : Emmanuelle sur l'île Taboo (it) (La spiaggia del desiderio) d'Enzo D'Ambrosio et Humberto Morales : Haydee
- 1976 : La Possédée du vice (Emanuelle nera: Orient reportage) de Joe D'Amato : Emanuelle
- 1976 : Voluptueuse Laura (Eva nera) de Joe D'Amato : Eva
- 1976 : Vicieuse et manuelle (Velluto nero) de Brunello Rondi : Laura
- 1976 : Le Voyage des damnés (Voyage of the Damned) de Stuart Rosenberg : l'amie d'Estedes
- 1977 : Deux super-flics (I due superpiedi quasi piatti) d'E.B. Clucher : Susy Lee
- 1977 : Black Emanuelle en Amérique (Emanuelle in America) Joe D'Amato : Emanuelle
- 1977 : Emmanuelle et les collégiennes (it) (Suor Emanuelle) de Giuseppe Vari : Emanuelle
- 1977 : Emanuelle autour du monde (Emanuelle - Perché violenza alle donne?) de Joe D'Amato : Emanuelle
- 1977 : Emanuelle et les Derniers Cannibales (Emanuelle e gli ultimi cannibali) de Joe D'Amato : Emanuelle
- 1977 : Le notti porno nel mondo (it) de Bruno Mattei : elle-même
- 1978 : Exit 7 d'Émile Degelin : l'hôtesse de l'air
- 1978 : Emanuelle et les filles de madame Claude (La via della prostituzione) de Joe D'Amato : Emanuelle
- 1978 : Le Tropique du désir (it) (La mujer de la tierra caliente) de José María Forqué : la femme
- 1978 : Chevauchées perverses (it) (Voglia di donna) de Franco Bottari : la princesse africaine
- 1979 : Secrets érotiques d'Emmanuelle (I mavri Emmanouella) de Ilias Mylonakos : Emmanuella Brindisi
- 1979 : Sans peur et sans culotte (El periscopio) de José Ramón Larraz
- 1979 : Collections privées, segment L'île aux sirènes de Just Jaeckin : une sirène
- 1980 : International Prostitution de Sergio Gobbi : Tazzi
- 1980 : Exotic Love (Porno Esotic Love) de Joe D'Amato : Eva
- 1980 : La Nuit fantastique des morts-vivants (Le notti erotiche dei morti viventi) de Joe D'Amato : Luna
- 1981 : Angoisse (Follia omicida) de Riccardo Freda : Beryl
- 1981 : Camp d'amour (de) (Die Todesgöttin des Liebescamps) de Christian Anders : la Divine
- 1981 : The Bushido Blade (en) (武士道ブレード) de Tsugunobu Kotani (ja) : Tomoe
- 1982 : Les Sept Salopards (it) (La belva dalle calda pelle) de Bruno Fontana : Emanuelle
- 1982 : Caligula, la véritable histoire (Caligola: La storia mai raccontata) de Joe D'Amato : Miriam
- 1982 : Messo comunale praticamente spione (it) (L'infermiera di campagna) de Mario Bianchi : Docteur Selenia Anselmi
- 1982 : Pénitencier de femmes (Violenza in un carcere femminile) de Bruno Mattei : Emanuelle
- 1982 : Les Aventuriers de l'or perdu (Horror Safari) d'Alan Birkinshaw : Maria
- 1982 : Ator le Conquérant (Ator l'invincibile) de Joe D'Amato : Indun
- 1983 : Les Déchaînements pervers de Manuela (Il mondo perverso di Beatrice) de Joe D'Amato : Manuela (images d'archives)
- 1983 : Révolte au pénitencier de filles (Emanuelle fuga dall'inferno) de Bruno Mattei : Emanuelle
- 1983 : Le Gladiateur du futur (Endgame - Bronx lotta finale) de Joe D'Amato : Lilith (créditée Moira Chen)
- 1984 : La Retape (L'alcova) de Joe D'Amato : Zerbal
- 1985 : La Femme pervertie (Il piacere) de Joe D'Amato : Haunani
- 1986 : La Fille aux bas nylon (Voglia di guardare) de Joe D'Amato : Josephine
- 1987 : Esclave des sens (Pomeriggio caldo) de Joe D'Amato : une danseuse (non créditée)
- 1987 : Interzone de Deran Sarafian : la femme du frère de Panasonic (non créditée)
- 1987 : Delizia (it) de Joe D'Amato : la fiancée de Brian (non créditée)
- 1987 : Onze jours, onze nuits (it) (Undici giorni, undici notti) de Joe D'Amato : Dorothy Tipton (non créditée)
- 1988 : Riflessi di luce (it) de Mario Bianchi : Diana
- 1988 : Onze jours, onze nuits 2 (it) (Top Model) de Joe D'Amato : Dorothy / Eve
- 1988 : Amore sporco de Joe D'Amato : la masseuse (non créditée)
- 1989 : Les Portes du pouvoir (it) (High Finance Woman) de Joe D'Amato : une prostituée (non créditée)
- 1989 : Any Time Any Play (it) de Joe D'Amato : une vendeuse (non créditée)
- 1989 : Blue Angel Cafe (it) de Joe D'Amato : la photographe
- 1990 : L'Épée du Saint-Graal (Quest for the Mighty Sword) de Joe D'Amato : Grimilde
- 1990 : Sangue negli abissi de Raffaele Donato et Joe D'Amato : une assistante de laboratoire (non créditée)
- 1990 : La stanza della parole de Franco Molè (it) : Apparition dans un caméo (non créditée)
- 1990 : Object of Desire de Roger Duchowny : la photographe (non créditée)
- 1990 : Metamorphosis (it) de George Eastman : une prostituée
- 1990 : Il fiore della passione (it)' de Joe D'Amato : une prostituée (non créditée)
- 1992 : Una tenera storia de Joe D'Amato : la secrétaire de Karen (non créditée)

#### Télévision
- 1983 : Les Évadés du triangle d'or (Love Is Forever) (téléfilm) : Kiri Sirisomphone (créditée Moira Chen)

### Costumière

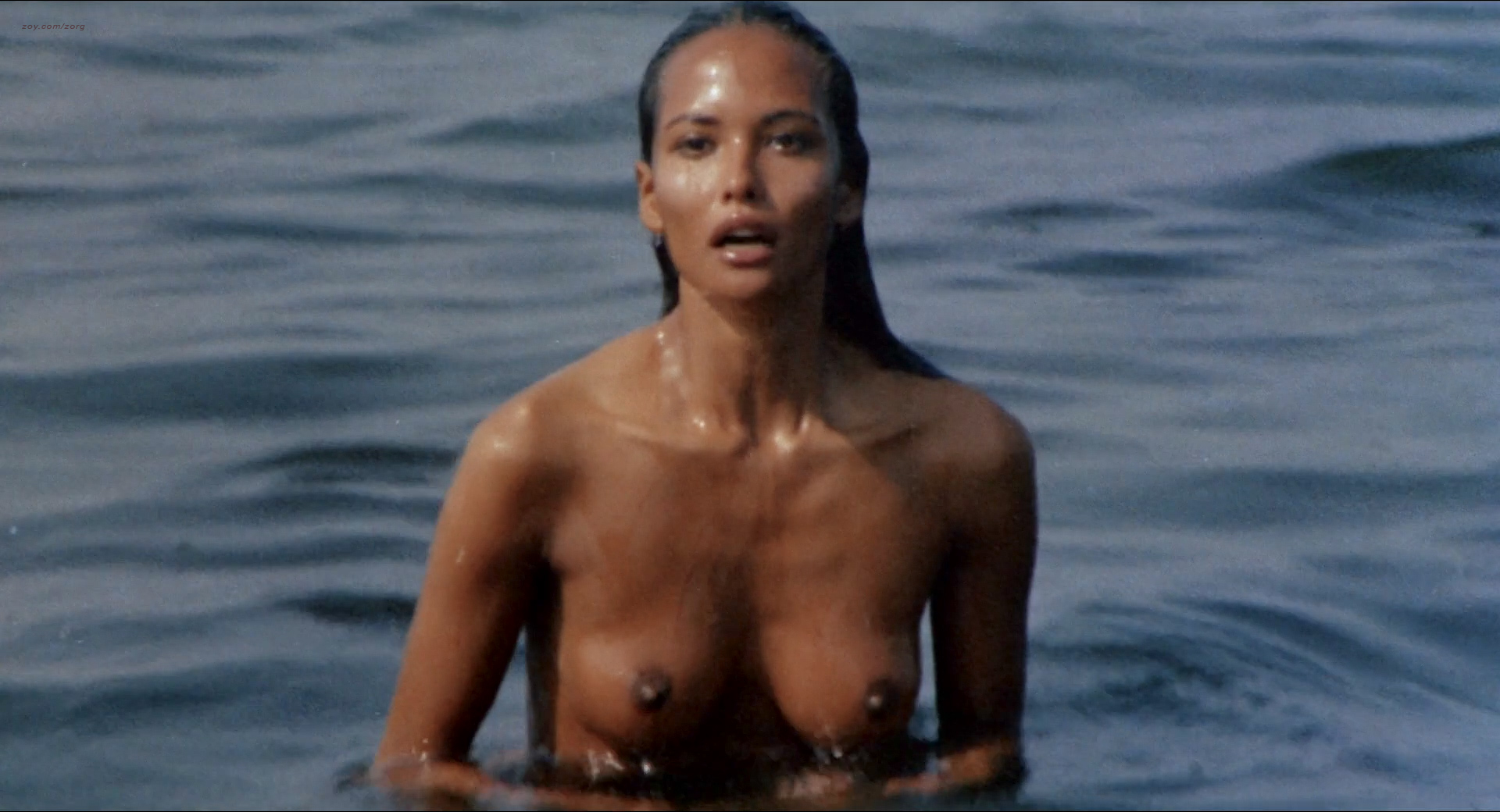
Laura Gemser dans Emanuelle et les Derniers Cannibales en 1977.

- 1988 : Amore sporco de Joe D'Amato
- 1988 : Onze jours, onze nuits 2 (it) (Top Model) de Joe D'Amato
- 1990 : L'Épée du Saint-Graal (Quest for the Mighty Sword) de Joe D'Amato
- 1990 : Metamorphosis (it) de George Eastman
- 1990 : Au-delà des ténèbres (La casa 5) de Claudio Fragasso
- 1990 : La stanza della parole de Franco Molè (it)
- 1990 : Troll 2
- 1990 : Contamination .7 (it) de Joe D'Amato
- 1990 : Hot steps - Passi caldi (it) de Joe D'Amato
- 1991 : Le porte del silenzio de Lucio Fulci
- 1991 : La donna di una sera
- 1992 : Ritorno dalla morte - Frankenstein 2000 (it)